# Gregori (prefecte d'Itàlia)
Gregori (en llatí Gregorius) va ser un polític i militar romà del segle iv.
Va ser prefecte del pretori, probablement a Itàlia, que incloïa també Àfrica, prop del final del regnat de Constantí I el Gran (336-337). L'heresiarca Donat II el gran el va insultar en una carta en què l'anomena "desgràcia dels prefectes" i insults similars. Gregori va respondre amb paciència. Se'l menciona al Codex Theodosianus.